# Rantapuisto (Kouvola)
Le parc de la rive (finnois : Kuusankosken Rantapuisto) est un parc situé près du centre de Kuusankoski à Kouvola en Finlande.

## Description
Le parc est situé sur les rives du fleuve Kymijoki de part et d'autre du pont Kuusaansilta à proximité des services du centre-ville de Kuusankoski. 
Les larges pelouses s'étendent derrière le centre culturel de Kuusankoski et la bibliothèque de Kuusankoski.
Des travaux d'aménagement du parc seront réalisés de 2022 à 2024. 
La partie de parc d'environ 10 hectares du côté ouest du pont Kuusaansilta sera un lieu de rencontre et de jeux.
La partie orientale du parc sera plus bâtie et la partie ouest plus naturelle,